# Myosorex eisentrauti
Myosorex eisentrauti is een zoogdier uit de familie van de spitsmuizen (Soricidae). De wetenschappelijke naam van de soort werd voor het eerst geldig gepubliceerd door Heim de Balsac in 1968.

## Voorkomen
De soort komt alleen voor op het eiland Bioko in de Golf van Guinee dat behoort tot Equatoriaal-Guinea.